# Comercialització de l'espai

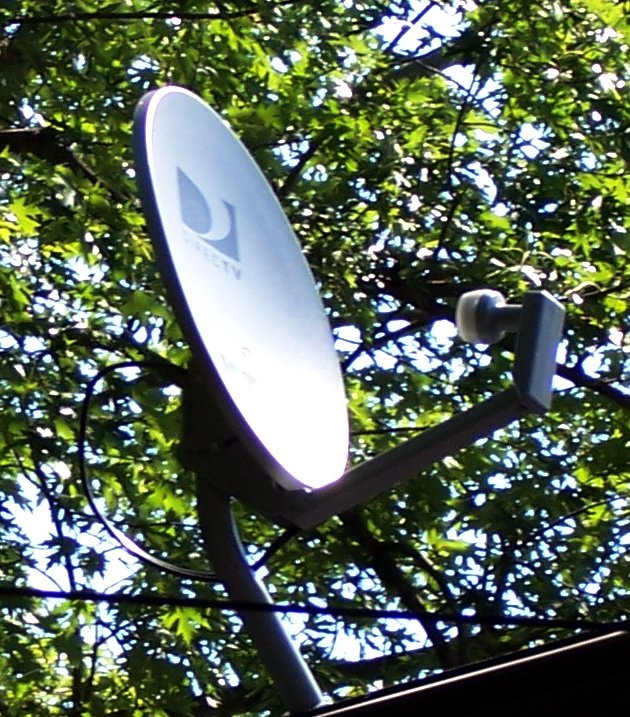
Un plat satel·litari DIRECTV en una teulada

La comercialització de l'espai és l'ús d'equipament enviat o a través de l'espai exterior per proveir beneficis o serveis de valor comercial, ja sigui per una corporació o estat. Diversos exemples de l'ús comercial de l'espai s'inclouen sistemes de navegació per satèl·lit, televisió per satèl·lit i ràdio per satèl·lit. El primer ús comercial de l'espai exterior va tenir lloc en 1962, quan el satèl·lit Telstar 1 va ser llançat per transmetre senyals de televisió sobre l'oceà Atlàntic. En la dècada de 1980, empreses privades ja estaven llançant a l'espai equips comercials i d'operacions. Això va permetre que a la llarga conduís a oportunitats espacials a principis de la dècada de 2000, que es va veure néixer el turisme espacial. En 2004, la inversió global en tots els sectors espacials es va estimar en $50,8 bilions. En les següents dècades seguint l'advent del turisme espacial, van evolucionar diversos conceptes de la comercialització de l'espai, des de la creació d'empreses de turisme espacial, com Virgin Galactic, a projectes ambiciosos com la colonització de Mart i la mineria d'asteroides.